# Miguel de Cervantes Európai Egyetem
A Miguel de Cervantes Európai Egyetem (spanyolul: Universidad Europea Miguel de Cervantes) egy spanyol magánegyetem Valladolidban, Kasztília és León autonóm tartomány fővárosában.
Az egyetemet 2002-ben alapították, s kezdettől fogva az Európai Felsőoktatási Térség szabályainak megfelelő képzési struktúrával rendelkezett. Jelenleg alapképzéseket, kormányzatilag akkreditált és az egyetem által akkreditált mesterképzéseket indít, mind nappali tagozatos, mind távoktatási formában.

## Külső hivatkozások
- Miguel de Cervantes Európai Egyetem